# He-Man și maeștrii universului
He-Man și maeștrii universului (engleză He-Man and the Masters of the Universe) este un serial de animație american. Dezvoltat pentru televiziune de Michael Halperin, care a creat serialul original, a fost animat de Mike Young Productions. Acesta servește ca o actualizare al serialului din anii '80 cu același nume, fiind produs să coincidă cu readucerea lui Mattel a francizei Masters of the Universe unsprezece ani după încercarea anterioară. Serialul a fost difuzat pe blocul Toonami al lui Cartoon Network din 16 august 2002 până în 10 ianurarie 2004.
Deosebindu-se de serialul anterior, care se desfășura pe planeta futuristă Primus, acest serial a avut tendința de a întoarce baza poveștii și să furnizeze explorări mai largi neajunse în serialul original, incluzând origini pentru fiecare personaj și unele debuturi a fețelor familiare de jucării. De asemenea serialul a readus diverși scenariști din serialul original precum Larry DiTillio și Michael Reaves. De asemenea, este al doilea și ultimul serial cu He-Man care să aibă un dublaj canadian, cu excepția lui Cam Clarke.
Serialul este notabil pentru numărul de similarități pe care îl împarte cu originalul. De exemplu conține un intro omagiu al vorbirii din intro-ul serialului Filmation, dar în această versiune Prințul Adam este întrerupt de o explozie și invazia de Skeletor și oamenii săi. Prințul Adam se transformă în He-Man când spune "By the power of Grayskull... I have the power!" (alte episoade arată un cor cântând numele lui He-Man în timpul scenei de transformare). De asemenea, arată secvențe de "schimb de scenă", însă doar cea cu Sabia Puterii a fost luată din serialul Filmation; toate celelalte au fost create special pentru acest serial iar secvențele apar mai puțin frecvent decât în serialul precedent.
Premiera în România a fost pe 6 martie 2004 pe Cartoon Network, însă doar primul sezon a fost difuzat.

## Premisa
Planteta Eternia este amenințată de crudul Skeletor care vrea cu orice preț să o cucerească. Un grup de luptători neînfricați conduși de viteazul He-Man sunt transportați din greșeală pe Pământ de o cheie misterioasă despre care se spune că posesorul ei capătă puteri nelimitate. Odată ajunși pe Pământ, He-Man împreună cu luptătorii săi sunt ajutați de doi adolescenți în cercetările lor. Dar Skeletor și acoliții lui nu întârzie să-și facă apariția pe urmele lor. Cheia aducătoare de putere nu trebuia să încapă pe mâinile lui Skeletor, altfel Universul va fi distrus. O bătălie începută în Univers, se dă acum pe Pământ.

## Episoade
| Premiera originală | Premiera în România | Nr | Titlu român                    | Titlu englez               |
| ------------------ | ------------------- | -- | ------------------------------ | -------------------------- |
|                    |                     |    |                                |                            |
| PRIMUL SEZON       |                     |    |                                |                            |
|                    |                     |    |                                |                            |
| 16.08.2002         | 06.03.2004          | 01 | Începutul                      | The Beginning              |
| 16.08.2002         | 06.03.2004          | 02 | Începutul                      | The Beginning              |
| 16.08.2002         | 06.03.2004          | 03 | Începutul                      | The Beginning              |
|                    |                     |    |                                |                            |
| 20.09.2002         | 07.03.2004          | 04 | Curajul lui Adam               | The Courage Of Adam        |
|                    |                     |    |                                |                            |
| 27.09.2002         | 13.03.2004          | 05 | Războiul cerurilor             | Sky War                    |
|                    |                     |    |                                |                            |
| 04.10.2002         | 14.03.2004          | 06 | Marele sfârșit                 | The Deep End               |
|                    |                     |    |                                |                            |
| 11.10.2002         | 20.03.2004          | 07 | Lecții                         | Lessons                    |
|                    |                     |    |                                |                            |
| 18.10.2002         | 21.03.2004          | 08 | Cântecul sirenei               | Siren’s Song               |
|                    |                     |    |                                |                            |
| 25.10.2002         | 27.03.2004          | 09 | '                              | The Ties That Bind         |
|                    |                     |    |                                |                            |
| 01.11.2002         | 28.03.2004          | 10 | Neamul dragonului              | Dragon’s Brood             |
|                    |                     |    |                                |                            |
| 15.11.2002         | 03.04.2004          | 11 | '                              | Turnabout                  |
|                    |                     |    |                                |                            |
| 22.11.2002         | 04.04.2004          | 12 | Lamentația lui Mekanek         | Mekanek’s Lament           |
|                    |                     |    |                                |                            |
| 22.11.2002         | 10.04.2004          | 13 | Noaptea umbrelor bestii        | Night Of The Shadow Beasts |
|                    |                     |    |                                |                            |
| 13.12.2002         | 11.04.2004          | 14 | Lumea de sub pământ            | Underworld                 |
|                    |                     |    |                                |                            |
| 20.12.2002         | 17.04.2004          | 15 | Misterul lui Anwat Gar         | The Mystery Of Anwat Gar   |
|                    |                     |    |                                |                            |
| 27.12.2002         | 17.04.2004          | 16 | Partea interioară a monstrului | The Monster Within         |
|                    |                     |    |                                |                            |
| 01.03.2003         | 24.04.2004          | 17 | Gambitul robotului             | The Roboto’s Gambit        |
|                    |                     |    |                                |                            |
| 08.03.2003         | 25.04.2004          | 18 | Încredere                      | Trust                      |
|                    |                     |    |                                |                            |
| 15.03.2003         | 01.05.2004          | 19 | Grădina lui Orko               | Orko’s Garden              |
|                    |                     |    |                                |                            |
| 22.03.2003         | 02.05.2004          | 20 | '                              | Buzz-Off’s Pride           |
|                    |                     |    |                                |                            |
| 29.03.2003         | 08.05.2004          | 21 | Groapa șarpelui                | Snake Pit                  |
|                    |                     |    |                                |                            |
| 05.04.2003         | 09.05.2004          | 22 | Insula                         | The Island                 |
|                    |                     |    |                                |                            |
| 12.04.2003         | 10.07.2004          | 23 | Dulcele miros al victoriei     | The Sweet Smell Of Victory |
|                    |                     |    |                                |                            |
| 19.04.2003         | 11.07.2004          | 24 | Separare                       | Separation                 |
|                    |                     |    |                                |                            |
| 04.10.2003         | 16.07.2004          | 25 | Consiliul răului               | Council Of Evil            |
| 11.10.2003         | 20.07.2004          | 26 | Consiliul răului               | Council Of Evil            |
|                    |                     |    |                                |                            |
| SEZONUL 2          |                     |    |                                |                            |
|                    |                     |    |                                |                            |
| 18.10.2003         |                     | 27 |                                | The Last Stand             |
|                    |                     |    |                                |                            |
| 25.10.2003         |                     | 28 |                                | To Walk With Dragons       |
|                    |                     |    |                                |                            |
| 01.11.2003         |                     | 29 |                                | Out Of The Past            |
|                    |                     |    |                                |                            |
| 08.11.2003         |                     | 30 |                                | Rise Of The Snake Men      |
| 15.11.2003         |                     | 31 |                                | Rise Of The Snake Men      |
|                    |                     |    |                                |                            |
| 22.11.2003         |                     | 32 |                                | The Price Of Deceit        |
|                    |                     |    |                                |                            |
| 29.11.2003         |                     | 33 |                                | Of Machines And Men        |
|                    |                     |    |                                |                            |
| 06.12.2003         |                     | 34 |                                | Second Skin                |
|                    |                     |    |                                |                            |
| 13.12.2003         |                     | 35 |                                | The Power Of Greyskull     |
|                    |                     |    |                                |                            |
| 20.12.2003         |                     | 36 |                                | Web Of Evil                |
|                    |                     |    |                                |                            |
| 27.12.2003         |                     | 37 |                                | Rattle Of The Snake        |
|                    |                     |    |                                |                            |
| 03.01.2004         |                     | 38 |                                | History                    |
|                    |                     |    |                                |                            |
| 10.01.2004         |                     | 39 |                                | Awaken The Serpent         |
|                    |                     |    |                                |                            |

## Legături externe
- He-Man și maeștrii universului la Internet Movie Database
- He-Man și maeștrii universului la TV.com